# Juniperus cedrus
Juniperus cedrus is  een conifeer uit de cipresfamilie (Cupressaceae). Het is een grote struik of boom die een hoogte van 5 tot 20 meter kan bereiken. De bladeren zijn naaldachtig en hebben een groene tot grijsgroene kleur. Ze groeien in kransen van drie aan de takken.
De soort komt voor op Madeira en op de westelijke Canarische eilanden (Tenerife, La Palma, Gran Canaria en La Gomera). Hij groeit op hoogtes tussen 500 en 2400 meter. De soort staat op de Rode Lijst van de IUCN geklasseerd als 'bedreigd'.